# Cristiano I do Palatinado-Birkenfeld-Bischweiler
Cristiano I do Palatinado-Birkenfeld-Bischweiler (em alemão:  Christian I. von Pfalz-Birkenfeld-Bischweiler; Birkenfeld, 3 de novembro de 1598 – Neuenstein, 6 de setembro de 1654) era um nobre alemão do ramo Palatino da Casa de Wittelsbach.
Foi duque de Birkenfeld-Bischweiler de 1600 a 1654.

## Biografia
Cristiano nasceu em Birkenfeld em 1598 sendo o filho mais novo de Carlos I do Palatinado-Zweibrücken-Birkenfeld e de sua mulher, Doroteia de Brunsvique-Luneburgo. Os estados do seu pai foram partilhados quando ele morreu e Cristiano recebeu o território em redor de Bischwiller (em alemão:  Bischweiler), na Alsácia.
Cristiano faleceu em Neuenstein em 1654, sendo sepultado em Bischwiller.

## Casamentos e descendência
Em 14 de novembro de 1630, Cristiano casou com Madalena Catarina do Palatinado-Zweibrücken (1607–1648), filha do duque João II, de quem teve a seguinte descendência:
- menino (nasceu e morreu em 1631);
- Gustavo Adolfo (Gustav Adolf) (nasceu e morreu em 1632);
- João Cristiano (Johann Christian) (1633-1633);
- Doroteia Catarina (Dorothea Katharina) (1634-1715), que casa João Luís de Nassau-Ottweiler[2];
- Luísa Sophie (Louise Sophie) (1635-1691);
- Cristiano II (Christian) (1637-1717), Duque do Palatinado-Birkenfeld;
- João Carlos (Johann Karl) (1638-1704), Duque do Palatinado-Birkenfeld-Gelnhausen;
- Ana Madalena (Anna Magdalena) (1640-1693), que casa com João Reinhard II de Hanau-Lichtenberg.
- Clara Sibila (Klara Sybille) (1643–1644)

Em 28 de outubro de 1648, Cristiano casou em segundas núpcias com a condessa Maria Joana (1607–1648), filha de Rodolfo V de Helffenstein, de quem teve um filho:
- menino (nascido e morto em 1648)